# Aquamation

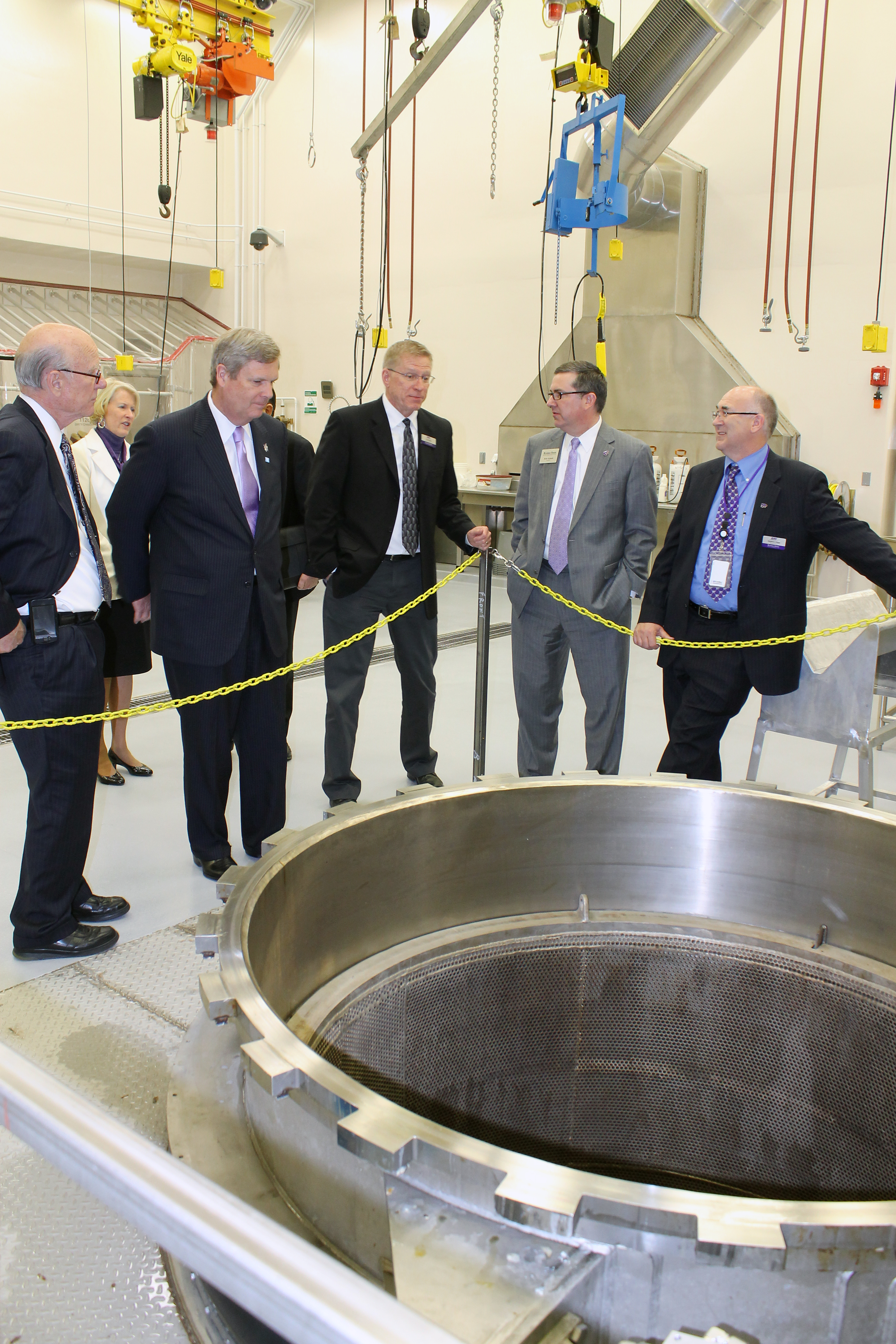
Le secrétaire américain à l'agriculture Tom Vilsack examine une cuve d'aquamation industrielle à Manhattan (Kansas) en avril 2012.

L’aquamation est un néologisme désignant une pratique funéraire recourant au procédé physico-chimique d’hydrolyse alcaline mis en œuvre en phase aqueuse. La matière des corps est réduite en ses composants organiques et minéraux essentiellement solubles. Ce procédé est couramment utilisé pour éliminer des déchets animaux, et récemment développé à usage funéraire pour les humains et les animaux de compagnie, dans une optique écologique se rattachant à d'autres pratiques funéraires d’inhumation en eau plus ou moins anciennes.

## Histoire
Brevetée aux États-Unis en 1888, l’aquamation est développée pour éliminer les restes des animaux d’abattoirs, de façon moins coûteuse et surtout pour éviter la dissémination des maladies car elle détruit très efficacement les virus et prions. Depuis 1992 (dans quel pays ?), elle est utilisée pour combattre les maladies de la vache folle, la gale et est à présent considérée plus sûre sanitairement que la crémation.

## Description
L’aquamation (funéraire) consiste à plonger le cadavre dans de l'eau chaude (93 °C) agitée et contenant des agents facilitant la dissolution des chairs, en quelques heures (3 ou 4 heures). Certains protocoles opèrent à 150-180 °C, sous pression pour éviter l’ébullition ; on parle dans ce cas de « résomation ». Les agents comprennent notamment des carbonates et hydroxydes (hydroxyde de sodium (soude caustique) ou de potassium). La combinaison du mouvement de l'eau, de sa température, et de son alcalinité accélère le processus de dissolution et décomposition des tissus, qui après 3-6 heures de traitement, disparaissent donnant un liquide coloré riche en amino-acides, peptides, glucides, savons d'acides gras, nucléotides et sels. Selon les conditions d'hydrolyse, les os deviennent souples, produisent des résidus floconneux ou des restes friables (phosphate calcique ; 2-3 % du volume/poids initial).

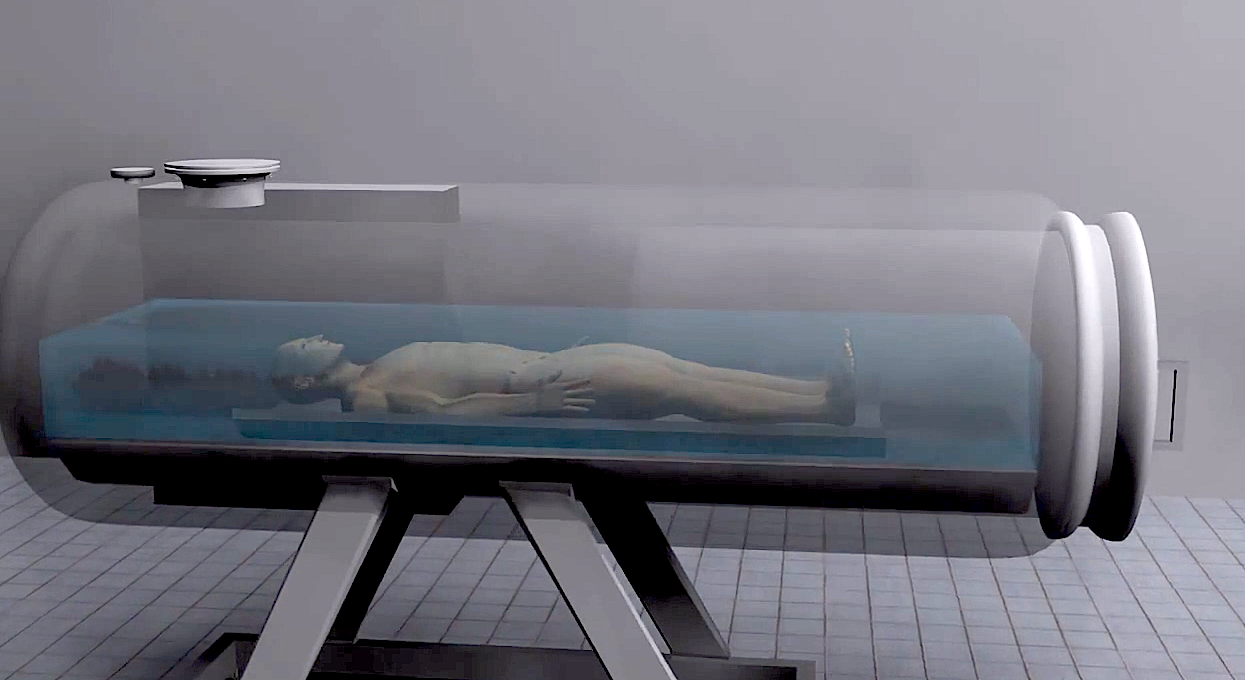
Processus d'aquamation funéraire.

## Aquamation funéraire
L’usage de l’aquamation à but funéraire, pour l’être humain, est autorisée notamment en Australie et au Canada,. En France, où le corps doit obligatoirement être mis en bière, l'accomplissement de cette technique nécessiterait un cercueil adapté, dans un matériau soluble dans les mêmes conditions que le corps, par exemple en amidon de maïs. Elle s'applique aussi aux animaux de compagnie[réf. nécessaire].
Le procédé moderne d’aquamation est mis en avant par les sociétés qui se veulent écologiques, il émet environ un tiers de moins de gaz à effet de serre que la crémation classique. Les produits de l'aquamation pourraient même être utilisés comme fertilisants. L'aquamation consomme de l'électricité, mais cinq fois moins qu'une crémation classique selon les professionnels du secteur funéraire au Royaume-Uni. 
Les métaux des prothèses (titane, plomb) peuvent être récupérés. Toutefois, l'absence d'étude sur le cycle de vie complet de ce processus empêche de constater l'ensemble des impacts sur l'environnement.
D’un point de vue religieux, l'aquamation est compatible avec les religions bouddhistes mais absolument pas avec les religions juives, musulmanes et chrétiennes. Elle est acceptée par certaines églises chrétiennes protestantes, mais pas par leur majorité. Ainsi, l'Église catholique la condamne comme incompatible avec le respect dû aux corps en raison du fait que les effluents dans lesquels le corps est dissout sont rejetés dans les égouts et qu'il est parfois nécessaire d'écraser le crâne du défunt avant de procéder à la dissolution du corps dans la soude.
D'un point de vue juridique, l'aquamation est interdite en France en application de l’article R2213-15 du code général des collectivités territoriales qui dispose : « Avant son inhumation ou sa crémation, le corps d'une personne décédée est mis en bière ». En effet, le procédé d’aquamation n’est pas compatible avec une mise en bière traditionnelle, pour des considérations techniques. De plus, l'aquamation interroge quant à sa compatibilité avec l’article 16-1-1 du code civil qui dispose : « Le respect dû au corps humain ne cesse pas avec la mort. Les restes des personnes décédées, y compris les cendres de celles dont le corps a donné lieu à crémation, doivent être traités avec respect, dignité et décence ».
D'un point de vue éthique, Le Conseil national des opérations funéraires (CNOF) ne s'est pas formellement prononcé en faveur de l'autorisation du processus d'aquamation funéraire. Cependant, le CNOF conclut en "l'absence d'inconvénient éthique", au cours de la séance du 9 février 2021 retranscrite dans un procès-verbal. En effet, ce mode de sépulture y est mis en parallèle avec la crémation, qui ne pose en elle-même aucun problème éthique pour le CNOF. Il paraît d’ailleurs intéressant de noter que l’aquamation est qualifiée par le CNOF de « crémation par l’eau ».
Sur le plan sanitaire, l’aquamation a pour bénéfice de permettre la neutralisation des bactéries, virus et maladies dont le corps du défunt pourrait être porteur. En outre, l’aquamation ne nécessite pas une inhumation qui se ferait aux dépens de terrains cultivables et qui provoquerait in fine la pollution des nappes phréatiques par la cadavérine, la putrescine et les résidus médicamenteux des corps. Les eaux usées rejetées sont neutralisées et sont exemptes d’éléments toxiques. Le caractère peu encombrant du matériel nécessaire à l’aquamation revêt plusieurs avantages d'ordre sanitaire. Dans les territoires enclavés tel que certains archipels français, ce dispositif permettrait de ne pas dépendre des Etats voisins pour la crémation des défunts. A l’échelle de l’ensemble du territoire français, les membres du CNOF soulignent que ce procédé « permettrait de couvrir plus facilement le territoire français avec des unités de proximité ».

## Aquamation en médical et en industrie d’élevage
Le procédé d'hydrolyse alcaline a été introduit en médecine pour éliminer les matières biologiques infectieuses, puis en élevage pour éliminer les animaux infectieux. Son usage s'est étendu dans les abattoirs, en raison de son faible prix, sa rapidité, la réduction des odeurs,...
Il est légalisé le 25 février 2011 en Europe. Le traitement opère à 150 °C à 4 bars, 3 à 6 heures selon les besoins sanitaires. L'hydrolysat peut être éliminé dans les égouts, après éventuelle neutralisation (injection de CO2). Hormis les éventuels indigestibles (paille, plastique...), le résidu représente 3 % du volume initial et est éliminé comme additif pour les sols.
L'aquamation est enfin une solution adaptée:
- aux matériaux faiblement radioactifs, très économique ;
- pour inactiver le formaldéhyde et le phénol, deux agents utilisés pour embaumer les corps (et pour fixer les tissus en immuno-histologie (formation de Bakélite moléculaire en suspension dans l'hydrolysat) ;
- pour les agents infectieux, les toxines et autres agents de guerre chimique ou bioterroristes (bacille du charbon, gaz moutarde, sarin, etc.).